# Kiyohara no Fukayabu

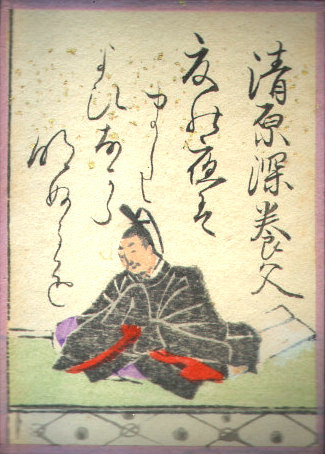
Kiyohara no Fukayabu, im Ogura Hyakunin Isshu.

Kiyohara no Fukayabu (jap. 清原 深養父) war ein japanischer Waka-Dichter der mittleren Heian-Zeit (9./10. Jahrhundert).

## Leben
Er war der Großvater des Kiyohara no Motosuke und Urgroßvater der Sei Shōnagon, der Verfasserin des berühmten Kopfkissenbuches. Obschon er im Laufe seines Lebens auf eher bescheidenen Posten verschiedener kaiserlicher Ämter diente, als Dichter machte er sich einen Namen: 17 seiner Waka sind im Kokin-wakashū enthalten, eines im Hyakunin Isshu. Er zählt zu den „36 Unsterblichen der Dichtkunst des Mittelalters“ (中古三十六歌仙, chūko sanjūrokkasen).
Sein Geschick im Kin-Spiel ist ebenso überliefert wie sein Kontakt zu historischen Persönlichkeiten wie Fujiwara no Kanesuke, Ki no Tsurayuki oder Ōshikōchi no Mitsune. Im Alter lebte er zurückgezogen in einem buddhistischen Tempel namens Fudaraku-ji.
Seine gesammelten Werke, die Fukayabu-shū (深養父集, dt. „Sammlung des Fukayabu“) sind als Teil der Haus-Anthologie der Kiyohara überliefert.
Im Ogura Hyakunin Isshu ist er mit folgendem Gedicht (gleichzeitig Gedicht Nr. 166 des Kokin-wakashū) vertreten:
| 夏の夜は     | natsu no yoru wa | Im Sommer                          |
| まだ宵ながら | mada yoi nagara  | bricht, kaum ist es Nacht,         |
| 明けぬるを   | akenuru o        | der Tag schon an –                 |
| 雲のいづくに | kumo no izuko ni | wo in den Wolken denn              |
| 月宿るらむ   | tsuki yadoruramu | bezieht der Mond jetzt Unterkunft? |